# Cool Kids of Death (album)
Cool Kids of Death – debiutancki album Cool Kids of Death, wydany przez Sissy Records w 2002 roku.

## Realizacja albumu
Materiał został w większości zarejestrowany i zmiksowany w domowych warunkach. Wykorzystano komputer PC z procesorem Pentium III 800 MHz, wyposażony w kartą dźwiękową Sound Blaster Live! i monitory studyjne Tannoy Reveal oraz oprogramowanie Cubase. Utwory zawierające większą liczbę ścieżek gitarowych zostały zmiksowane w studio przez Sebastiana Witkowskiego.
Za stronę produkcyjną albumu odpowiadali Marcin Kowalski, Kamil Łazikowski i Jakub Wandachowicz. Masteringu dokonał Jacek Gawłowski ze Studia Q-Sound.
Od rozpoczęcia komponowania pierwszego utworu do wydania płyty minął rok

### Gitary
Sygnał z gitar trafiał do procesora efektów Boss ME30, a następnie do kompresora TL Audio Fatman 2. W utworach, w których występuje kilka gitar, stosowano dużo korekcji, tak by każdy ślad obejmował inne pasmo częstotliwości.
Efekty sprzężeń uzyskano bez udziału wzmacniacza, zbliżając gitarę do monitora odsłuchowego.
W utworach "Cool Kids of Death" i "Piosenki o miłości" zastosowano gitarę akustyczną z plastikowym tyłem o charakterystycznym, "grzechoczącym" dźwięku, wypożyczoną od zespołu Agressiva 69.

### Wokale
Podczas nagrywania wokali zastosowano mikrofon pojemnościowy AKG-3000 i kompresor Fatman 2. Często używano także efektu Boss ME30. Krzysztof Ostrowski nagrywał kilkanaście wersji wokalu, po czym wybierano z nich cztery najlepsze i z ich fragmentów składano całość. W refrenach często najlepsza ścieżka była panoramowana w środku, a dwie pozostałe skrajnie w prawym i lewym kanale, co dawało efekt naturalnego chorusa.
Część wokali została nagrana w studio Radia Łódź.

## Spis utworów
1. "Cool Kids of Death"
2. "Butelki z benzyną i kamienie"
3. "Dwadzieściakilka lat"
4. "Niewarto"
5. "Nielegalny"
6. "Niech wszystko spłonie"
7. "Zdelegalizować szczęście"
8. "Generacja Nic"
9. "Piosenki o miłości"
10. "Kręcimy się w kółko"
11. "Poezja jest nie dla mnie"
12. "Radio Miłość"
13. "Specjalnie dla TV"
14. "Znam cię na pamięć"
15. "Uważaj"

Ponadto płyta zawiera teledysk do utworu "Uważaj".
Utwór "Dwadzieściakilka lat" rozpoczyna się przemową z filmu Brudny Harry.